# Estructura nuclear

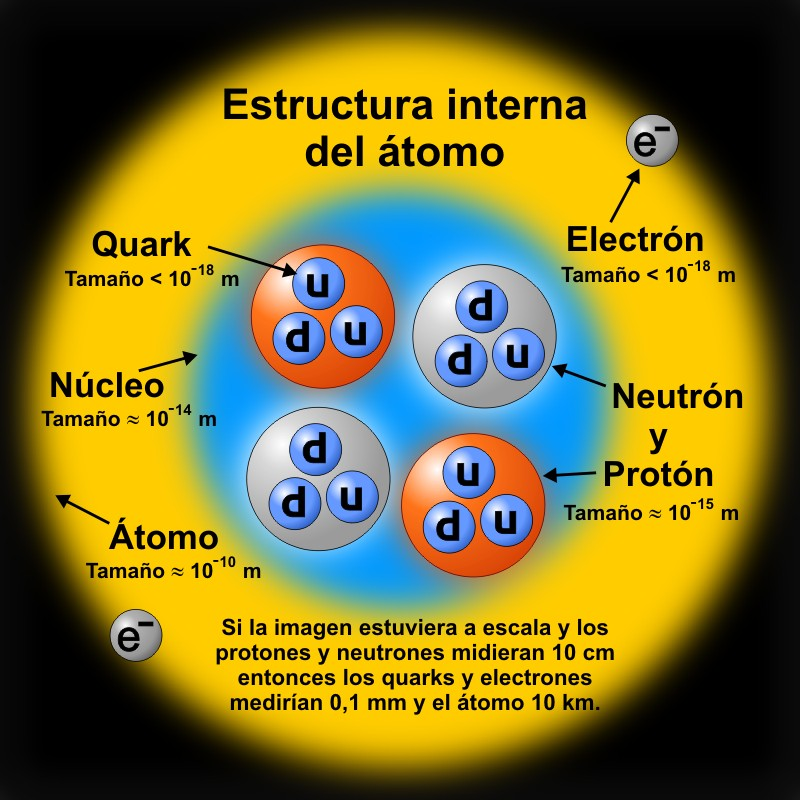
Representación esquematizada de la estructura interna de un átomo, en particular un átomo de He-4. Los tamaños no están en la misma escala.

El conocimiento de la estructura nuclear o estructura de los núcleos atómicos es uno de los elementos clave de la física nuclear. En principio, las interacciones de los constituyentes de los núcleos, los nucleones (protones y neutrones formados, a su vez, por los quarks), están abarcadas en las predicciones de la cromodinámica cuántica, dentro de lo que es una teoría cuántica de campos. Pero debido a la complejidad de la interacción fuerte los cálculos son muy complicados y es necesario, hoy día, recurrir a modelos más sencillos. No existe un único modelo; en el desarrollo de la física nuclear se han ido creando modelos teóricos para describir cómo se estructura el material nuclear que constituye los núcleos de los átomos. Algunos de estos modelos son el de la gota líquida, el modelos de capas (de partículas independientes, de campo medio, etc.), rotacional, vibracional, vibracional y rotacional, etc.

## Modelos nucleares

### Modelo de gota líquida

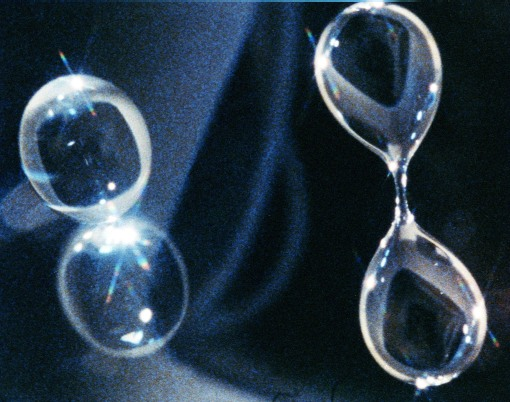
Gotas de aguas en microgravedad. Pueden verse cómo colisionan y se separan dos pares de gotas de agua, y la semejanza existente con la fusión y fisión nuclear.

Energía de enlace por nucleón (=B/A) para los isótopos conocidos.

Este es uno de los primeros modelos de la estructura nuclear, propuesto por Bohr en 1935. En él se describe el núcleo como un  fluido clásico compuesto por neutrones y protones y una fuerza central coulombiana repulsiva proporcional al número de protones Z y con origen en el centro de la gota. La naturaleza mecano-cuántica de estas partículas se introduce a partir del principio de exclusión de Pauli, que establece que fermiones (los nucleones son fermiones) del mismo tipo no puede estar en el mismo estado cuántico. Así, el líquido es en realidad lo que se conoce como líquido de Fermi, en alusión al gas de Fermi que forman los electrones. Este sencillo modelo reproduce las principales características de la energía enlace de los núcleos. Es un buen modelo para predecir niveles energéticos en núcleos poco deformados.
Desde el punto de vista cuantitativo se observa que la masa de un núcleo atómico es inferior a la masa de los componentes indiviudales (protones y neutrones) que lo forman. Esta no conservación de la masa está conectada con la ecuación {\displaystyle E=mc^{2}} de Einstein, por la cual parte de la masa está en forma de energía de ligazón entre dichos componentes. Cuantiativamente se tiene la siguiente ecuación:

{\displaystyle m_{N}=Zm_{p}+(A-Z)m_{n}-{\frac {B}{c^{2}}}}

Donde:
{\displaystyle m_{N},m_{p},m_{n}\,} son respectivamente la masa del núcleo, la masa de un protón y la masa de un neutrón.
{\displaystyle Z,A,A-Z\,} son respectivamente el número atómico (que coincide con el número de protones), el número másico (que coincide con el número de nucleones) y A-Z por tanto coincide con el número de neturones.
{\displaystyle B\,} es la energía de enlace entre todos los nucleones.

### Modelo de capas
La idea del modelo es muy parecida a la planteada para el caso de la corteza electrónica —el modelo de capas electrónico— .En el caso de los electrones, teníamos partículas idénticas que se agrupaban en capas de números cuánticos espaciales distintos (n,l). El número de electrones permitidos en cada capa venía impuesto por el principio de exclusión de Pauli para fermiones. Los número cuánticos asociados vienen como resolución de la ecuación de Schrödinger para un potencial coulombiano (~ 1/r) y centrífugo.
En el caso nuclear, tendremos fermiones (los nucleones) en un potencial nuclear. Estos nucleones tendrán un número cuántico adicional, el isospín, cuya proyección nos dirá si el nucleón se trata de un protón o un neutrón.
La elección del potencial es clave para la resolución del espectro de energías. El potencial más usual, es el potencial de Wood-Saxon, pero la resolución de la ecuación de Shröedinger se hace no analítica.
Al igual que el modelo de capas, da buenos resultados en núcleos poco deformados.
La expresión «modelo de capas» es un tanto ambigua aludiendo a la técnica, pues ha tenido varias etapas. Fue utilizado para describir la existencia de agregados de nucleones en el núcleo acuerdo con un enfoque más cercano en lo que actualmente se denomina teoría de campo medio. Hoy en día, el modelo se refiere a un conjunto de técnicas que ayudan a resolver algunas de las variantes del problema nuclear de N cuerpos.
Las hipótesis básicas se hacen con el fin de dar un marco conceptual preciso para el modelo de capas:
- El núcleo atómico es un sistema cuántico de N cuerpos.
- El núcleo no es un sistema físico relativista. La ecuación del movimiento del sistema que viene dada por una función de onda (que contiene toda la información posible del sistema, según la mecánica cuántica), es la ecuación de Schrödinger.
- Las interacciones entre los nucleones es solamente de a dos cuerpos. Esta limitación es en realidad una consecuencia práctica del principio de exclusión de Pauli: el recorrido libre medio de un nucleón es muy grande en comparación con el tamaño de núcleo, y la probabilidad de que tres nucleones interactuar simultáneamente se considera lo suficientemente pequeña como para ser insignificante.
- Los nucleones se consideran en este modelo partículas puntuales, sin estructura.

### Modelo vibracional y rotacional
Este modelo recurre a la descripción de las vibraciones y rotaciones de la superficie del núcleo en términos de coordenadas colectivas y así predecir el espectro de frecuencias asociado a los niveles energéticos.
Da buenos resultados en núcleos poco deformados y parcialmente deformados. También da una idea cualitativa de altos niveles energéticos en núcleos estables pero muy deformados, como los isótopos del osmio (187Os, 189Os).

## Teorías cuánticas de campo asociadas
La interacción fuerte fue postulada para explicar la estabilidad de los núcleos atómicos. Los primeros modelos de núcleo atómico pretendían arrejar luz sobre la naturaleza de la interacción fuerte. Sin embargo, esa línea de investigación no permitió descubrir la naturaleza de la interacción fuerte a nivel fundamental. De hecho, uno de los primeros modelos cuantitativos fue el modelo de Yukawa:

{\displaystyle V(r)=-{\frac {g_{s}}{4\pi r}}e^{-mcr/\hbar }}

Donde {\displaystyle \scriptstyle V(r)} es el potencial de Yukawa, que es ligeramente más complejo que el potencial de Coulomb, y representa la energía asociada al campo medio que un nucleón encuentra. Dicho campo era interpretable en términos de partículas con masa llamados piones.
El desarrollo de las teorías de campo de gauge llevó a conjeturar que la interacción fundamental asociada a la fuerza fuerte no es la que se da entre nucleones, sino la que mantiene unidos a los componentes de los nucleones. Desde la segunda mitad del siglo XX se conocía que los nucleones no eran partículas elementales, ya que las colisiones a altas energías revelaba que estaban formados por partes, llamadaas provisionalmente "partones". Así el descubrimiento de simeterías en el campo de la física de partículas como SU(3), llevaron a formular la interacción fuerte en términos de unidades más elementales llamadas quarks. Actualmente se conoce que la interacción nucleón-nucleón es un efecto residual de la interacción mucho más intensa entre quarks que es razonablemente descrita por la cromodinámica cuántica.